# Ingersheim
Ingersheim là một thị xã ở huyện Ludwigsburg thuộc bang Baden-Württemberg nước Đức. Đô thị này có diện tích 11,55 km², dân số thời điểm ngày 31 tháng 12 năm 2006 là 6025 người.